# Lynchius
Lynchius é um gênero de anfíbios da família Craugastoridae.
As seguintes espécies são reconhecidas:
- Lynchius flavomaculatus (Parker, 1938)
- Lynchius nebulanastes (Cannatella, 1984)
- Lynchius parkeri (Lynch, 1975)
- Lynchius simmonsi (Lynch, 1974)